# Miracle de Modi'in
Le Miracle de Modi'in est une équipe de la Ligue israélienne de baseball en activité en 2007.
Représentant de la ville de Modi'in, qui ne possédait pas de stade de baseball, le Miracle joue ses matchs locaux au Gezer Field, dans le kibboutz de Gezer, un terrain partagé avec les Blue Sox de Bet Shemesh.

## Histoire
Le Miracle est l'une des 6 équipes qui composent la Ligue israélienne de baseball, qui ne joue qu'une seule saison, en 2007. Le nom de l'équipe réfèrent au miracle de la fiole d'huile lors de la révolte des Maccabées. Une hanoukkia figure au centre du logo du club, où prédominent l'orange et le bleu. 
Le Miracle est dirigé par Art Shamsky, un ancien joueur de la Ligue majeure de baseball qui a fait partie des Miracle Mets, surnom donné à l'équipe des Mets de New York qui, contre toute attente, remporta la Série mondiale 1969. Les couleurs du Miracle de Modi'in (orange et bleu) sont les mêmes que celles de Mets de New York.
En avril 2007, lors du premier (et seul) repêchage tenu par la Ligue israélienne, le Miracle choisit en premier et sélectionne Aaron Levin, un joueur de premier but de San Luis Obispo, aux États-Unis. Avec son choix de dernière ronde, Modi'in repêche à titre symbolique Sandy Koufax, afin de rendre hommage à l'un des plus célèbres joueurs de baseball juifs de l'histoire.
Au cours de leur seule saison, le Miracle de Modi'in termine au 3e rang avec une fiche de 22 victoires et 19 défaites, un retard de 7 matchs sur la meilleure équipe de la ligue, les Blue Sox de Bet Shemesh. En séries éliminatoires, le Miracle élimine les Pioneers de Petah Tikva en gagnant leur match 6-2 puis surprend le Lightning de Tel Aviv, 4-2 en demi-finale. Le Miracle est blanchi 3-0 par Bet Shemesh dans le match pour le titre de la saison, le 19 août 2007. 
Le receveur vedette du Miracle, Eladio Rodriguez, originaire de République dominicaine, partage avec Gregg Raymundo, le joueur d'arrêt-court de Bet Shemesh, le prix Hank Greenberg décerné au meilleur joueur de la saison 2007. Rodriguez est champion frappeur de la ligue avec une moyenne au bâton de ,461 et il est aussi nommé meilleur receveur défensif.